# Leslie Rich
Leslie George Rich (Somerville, 1886. december 29. – Dade City, 1969. október) olimpiai bronzérmes amerikai úszó.